# Physa skinneri
Physa skinneri är en snäckart som beskrevs av Taylor 1954. Physa skinneri ingår i släktet Physa och familjen blåssnäckor. Inga underarter finns listade i Catalogue of Life.